# Lindvreta
Lindvreta är en bebyggelse i Funbo socken i Uppsala kommun, Uppland. Vid SCB:s ortsavgränsning 2020 avgränsades här en småort.